# Арганіл
Аргані́л (порт. Arganil; МФА: [aɾ.gɐ.ˈniɫ]) — муніципалітет і містечко в Португалії, в окрузі Коїмбра. Розташований у центральній частині країни, на теренах історичної португальської провінції Бейра. Належить до Коїмбрської діоцезії Католицької церкви в Португалії. Права міського самоврядування має з 1114 року. Поділяється на 14 парафій. За адміністративним поділом, чинним до 1976 року, був складовою провінції Берегова Бейра. Площа муніципалітету — 332,84 км², населення муніципалітету — 11596 ос. (2014); густота населення — 34,84 осіб/км²
. Патрон — святий Генезій. Святковий день муніципалітету — 7 вересня. Поштовий індекс — 3304.  Код місцевої адміністративної одиниці — 0601. Складова статистичного регіону Центр.

## Назва
- Аргані́л (порт. Arganil) — сучасна португальська назва.

## Географія
Арганіл розташований в центрі Португалії, на сході округу Коїмбра.
Арганіл межує на півночі з муніципалітетами Пенакова, Табуа і Олівейра-ду-Ошпітал, на північному сході — з муніципалітетом Сея, на сході — з муніципалітетом Ковілян, на півдні — з муніципалітетами Пампільоза-да-Серра і Гойш, на заході — з муніципалітетом Віла-Нова-де-Пойареш.

## Історія
1114 року португальська графиня Тереза Леонська надала Арганіл форал, яким визнала за поселенням статус містечка та муніципальні самоврядні права.

## Населення
| Кількість мешканців | Кількість мешканців | Кількість мешканців | Кількість мешканців | Кількість мешканців | Кількість мешканців | Кількість мешканців | Кількість мешканців | Кількість мешканців | Кількість мешканців | Кількість мешканців | Кількість мешканців | Кількість мешканців | Кількість мешканців | Кількість мешканців | Кількість мешканців |
| ------------------- | ------------------- | ------------------- | ------------------- | ------------------- | ------------------- | ------------------- | ------------------- | ------------------- | ------------------- | ------------------- | ------------------- | ------------------- | ------------------- | ------------------- | ------------------- |
| 1864                | 1878                | 1890                | 1900                | 1911                | 1920                | 1930                | 1940                | 1950                | 1960                | 1970                | 1981                | 1991                | 2001                | 2011                |                     |
| 18 806              | 20 662              | 21 449              | 21 232              | 22 004              | 21 417              | 18 343              | 22 002              | 21 736              | 19 237              | 15 747              | 15 507              | 13 926              | 13 623              | 12 145              |                     |

## Парафії
- Ансеріш
- Арганіл
- Барріл-де-Алва
- Бенфейта
- Віла-Кова-де-Алва
- Кожа
- Мора-да-Серра
- Піодан
- Помареш
- Помбейру-да-Бейра
- Сан-Мартіню-да-Кортіса
- Сарзеду
- Секаріаш
- Селавіза
- Сепуш
- Сердейра
- Тейшейра
- Фолкеш